# 37
Aquesta pàgina és per a l'any. Per al nombre, vegeu trenta-set.

## Esdeveniments
Països Catalans
Resta del món
- Gneu Acerroni Pròcul és proclamat cònsol.
- 18 de març - El Senat proclama a Calígula emperador de Roma.
- Un terratrèmol destrueix Antioquia de l'Orontes.
- Sant Pere funda l'Església Ortodoxa Siriana (data tradicional).
- Any probable de la conversió del fariseu Pau de Tars al cristianisme.

## Naixements
Països Catalans
Resta del món
- 15 de desembre - Neró, emperador de Roma.
- Flavi Josep, historiador jueu.

## Necrològiques
Països Catalans
Resta del món
- 16 de març - Tiberi, emperador de Roma.
- 1 de maig - Antònia Menor, filla de Marc Antoni.
- Marobod, rei marcomà.